# (23301) 2001 AO16
2001 أي أو 16 (ويعرف أيضًا باسم (23301) 2001 أي أو 16 وفق تسمية الكوكب الصغير) (بالإنجليزية: 2001 AO16)‏ هو كويكب ضمن حزام الكويكبات؛ وترتيبه 23301 من حيث الاكتشاف.
اكتُشف هذا الجُرم الفلكي بواسطة بحث لنكولن عن الكويكبات القريبة من الأرض في 2 يناير 2001.

## وصلات خارجية
- (23301) 2001 AO16 في قاعدة بيانات مختبر الدفع النفاث لأجرام النظام الشمسي الصغيرة

- الاكتشاف · مخطط المدار ·  العناصر المدارية · المعلمات المادية

- (23301) 2001 AO16 على موقع ويكي سكاي: DSS2, SDSS, GALEX, IRAS, Hydrogen α, X-Ray, Astrophoto, Sky Map, Articles and images